# Westlake (Los Angeles)
Westlake ist ein Stadtteil der kalifornischen Millionenstadt Los Angeles.

## Lage
Westlake liegt in Central Los Angeles und grenzt an die Stadtteile Downtown Los Angeles, East Hollywood, Echo Park, Koreatown, Pico-Union und Silver Lake.

## Bevölkerung
Laut der Volkszählung von 2000 lebten in Westlake 103.839 Personen. Die weit überwiegende Anzahl (73,4 %) gab an Latino zu sein. Die nächstgrößte Gruppe waren asiatischstämmige Personen (16,5 %).
67,6 % gaben bei der Volkszählung an, nicht in den Vereinigten Staaten geboren zu sein. Nach Schätzungen der Stadtverwaltung von Los Angeles war bis 2008 die Zahl der Einwohner auf 117.756 angestiegen. Das Durchschnittsalter ist mit 27 Jahren relativ gering.

## Geschichte
Der Name des Viertels leitete sich von einem westlich der Stadt gelegenen See im Gebiet des heutigen MacArthur Park ab. Der See wurde aber nicht nach seiner Lage, sondern nach dem Arzt Henricus Wallace Westlake benannt. Der See war durch Zuflüsse alkalisch. In der Dürreperiode von 1862 bis 1864 trocknete der See aus und hinterließ ein mit einer weißlichen Substanz bedecktes Seebett. Ein Versuch das Gelände in einer Auktion zu verkaufen blieb 1865 erfolglos. Das Gewässer und das umgebende Feuchtland wurde dann nur als Müllkippe genutzt.
Die 1880er führten zu einem Bauboom in Los Angeles County. Dies führte zur Besiedlung umliegender Gebiete. Die Eigentümer begannen das zur Müllkippe verkommene Feuchtgebiet als Belastung für den Wert ihrer Grundstücke zu betrachten. 1885 begann der Bürgermeister von Los Angeles William H. Workman, der Grund und Boden dort besaß, eine Kampagne das Gebiet in einen öffentlichen Park zu verwandeln. Im folgenden Jahr wurde beschlossen das Gebiet des Sees zum ersten öffentlichen Park von Los Angeles zu widmen. 1890 wurde der Westlake Park eröffnet.